# سفارة باربادوس في الولايات المتحدة
سفارة باربادوس في الولايات المتحدة هي أرفع تمثيل دبلوماسي لدولة باربادوس لدى الولايات المتحدة. تقع السفارة في واشنطن العاصمة وهي تهدف لتعزيز المصالح الباربادوسية في الولايات المتحدة.

## وصلات خارجية
- الموقع الرسمي
- قائمة سفارات باربادوس
- قائمة السفارات في الولايات المتحدة